# Lège-Cap-Ferret
Lège-Cap-Ferret település Franciaországban, Gironde megyében. Lakosainak száma 8051 fő (2022. január 1.). Lège-Cap-Ferret Arcachon, Arès, La Teste-de-Buch és Le Porge községekkel határos.

## Népesség
A település népességének változása:
| Lakosok száma | 2009 | 4981 | 5564 | 7193 | 8106 | 8196 | 8409 | 8352 | 8334 | 8051 |
|               | 1968 | 1982 | 1990 | 2006 | 2013 | 2015 | 2017 | 2019 | 2020 | 2022 |